# Bob Noorda
Bob Noorda, 15 juli 1927, död 11 januari 2010, var en grafisk designer som främst var verksam i Milano. Noorda flyttade till Milano 1954 och kom att bli känd för sina affischer och annonser för bland annat Pirelli. Han mottog Compasso d'Oro tillsammans med Franco Albini och Franca Helg för utformningen av Milanos tunnelbana. 1965 grundande han tillsammans med andra byrån Unimark International. Unimark kom att utforma skyltdesignen för New Yorks tunnelbana. 

## Biografi
Noorda tjänstgjorde i den nederländska militären i Indonesien på 1940-talet innan han återvände till hemstaden Amsterdam för stadier vid IvKNO (Instituut voor Kunstnijverheidsonderwijs. Noorda flyttade till ett Milano som genomgick en ekonomisk kulturell blomstring under 1950-talet. Han kom att påverka staden genom sitt arbete med 
corporate identity, kollektivtrafikskyltar och grafisk design. Noorda blev art director på Pirelli och arbetade även för La Rinascente. 
Noordas opus magnum i Milano blev arbetet med den nya tunnelbanan som öppnade 1964. Han var ansvarig för all grafik som skyltar, kartor och stationsklockor. Han kom sedan att arbeta med den Milano-baserade formgivaren Massimo Vignelli. Tillsammans grundade de med ytterligare partners Unimark international 1965 med Noorda som chef för Milano-kontoret. 1966 följde uppdraget att skapa den grafiska designen för New Yorks tunnelbana för vilken Noorda ansvarade. Arbetet där ledde till liknande projekt i Saõ Paulo och Napoli.
Noorda kom att ha uppdrag från Montecatini, Farmitalia, Alfa Romeo, Agip, Total, Enel, Feltrinelli, Mondadori och Coop Italia. Enis logotyp blev omgjord av Bob Noorda 1972 och 1998.